# Brainiac (comics)
Pour les articles homonymes, voir Brainiac.
Brainiac est un personnage de fiction de DC Comics et un ennemi de Superman, créé par Otto Binder & Al Plastino dans Action Comics #242 en juillet 1958.
Dans le classement 2009 d'IGN, Brainiac est 17e du top 100 « Greatest Comic Book Villain of All Time ».
Le vrai nom de Brainiac est Vril Dox ; il était un scientifique extra-terrestre doté d'une intelligence exceptionnelle.

## AvantCrisis
Brainiac était un humanoïde chauve à la peau verte, qui arriva sur Terre et rétrécit plusieurs cités, dont Metropolis, les entreposant dans des bouteilles avec l'intention de les utiliser pour restaurer le monde (non identifié) qu'il dominait. Il était accompagné par un « singe de l'espace » baptisé Koko.
Tandis qu'il combattait Brainiac, Superman découvrit que ce dernier avait auparavant rétréci la cité kryptonienne de Kandor. Il fut capable de restaurer les cités de la Terre à leur taille initiale, mais les Kandoriens sacrifièrent leur restauration pour l'aider. Superman garda la cité dans sa Forteresse de la Solitude, jurant de rendre leur taille aux Kryptoniens.
L'héritage de Brainiac fut révélé dans Action Comics #276, dans une histoire de complément de la Legion of Super-Heroes. Elle introduit l'adolescent à la peau verte et aux cheveux blonds Querl Dox, ou Brainiac 5, qui croyait être le descendant de Brainiac au XXXe siècle. À la différence de son ancêtre, Brainiac 5 utilisait son « intellect du douzième niveau » pour le bien et rejoignit la Légion aux côtés de Supergirl, dont il tomba amoureux. Sa planète natale fut identifiée soit comme Yod, soit comme Colu.
Dans Superman #167 (février 1964) on découvrit que Brainiac était une machine, créée par les « Ordinateurs Tyrans de Colu » en tant qu'espion. Pour augmenter l'illusion qu'il était vivant, on lui donna un « fils », un jeune garçon Coluan qui fut baptisé Brainiac 2, mais qui s'échappa. Ce fut l'ancêtre de Brainiac 5. Il fut plus tard révélé que son nom était Vril Dox, et qu'il devint le leader de la révolte contre l'Ordinateur Tyrants.
C'est dans cette histoire que Brainiac apparut pour la première fois avec un réseau distinctif de diodes rouges sur le front, expliquant plus tard qu'il s'agissait des terminaux électriques de son système nerveux. Cela restera son apparence jusqu'à Action Comics #544 (juin 1983), dans lequel il fut forcé de se créer un nouveau corps, un squelette métallique avec un « cerveau » vert en rayons de ruche. Il garda cette apparence jusqu'à Crisis on Infinite Earths.

## AprèsCrisis
Dans l'univers DC Post-Crisis, l'histoire de Brainiac fut drastiquement altérée. Vril Dox était désormais un scientifique Coluan radical qui, ayant tenté de renverser l'Ordinateur Tyrants, fut condamné à mort. Dans ses derniers moments, sa conscience fut attirée par le terrien Milton Fine, un mentaliste de spectacle qui travaillait sous l'alias de « Brainiac ». Ayant besoin de fluide crânien pour maintenir sa possession de Fine, Dox entra dans une folie meurtrière. Il découvrit que Fine possédait d'authentiques pouvoirs psychiques, qu'il utilisa fréquemment sur Superman. Cette version de Brainiac fit sa première apparition dans Adventures of Superman #438 (mars 1988).
Brainiac fut plus tard capturé par Lex Luthor, mais utilisa ses pouvoirs pour prendre le contrôle de Lexcorp. Sous sa domination mentale, les scientifiques de Lexcorp restaurèrent sa forme de Coluan. Les diodes sur sa tête servent désormais à augmenter et stabiliser ses pouvoirs mentaux, ainsi qu'à lui permettre d'accéder directement aux banques de données informatiques. Il continua à s'en prendre à Superman, utilisant une combinaison de pouvoirs mentaux et de contrôle des ordinateurs. Il réutilisa en une occasion la tactique de réduction des cités de sa version pré-Crisis.
Dans le crossover Invasion! (en), il fut révélé que, avant d'être dispersé, l'Ordinateur Tyrants avait autorisé Vril Dox à cloner un assistant de laboratoire. Ce fut Vril Dox II, qui formerait L.E.G.I.O.N., et (bien qu'il n'utilisa jamais ce nom) est la version post-Crisis de Brainiac 2.
Pour compliquer encore plus les choses, après la perte du corps de Milton Fine, Vril Dox placera sa conscience dans un corps robotique qu'il appela Brainiac 2.5. Il devint brièvement obsédé par l'obtention du corps de Superman.
Au tournant du millénaire, Brainiac révéla qu'il avait placé un virus dormant dans les sauvegardes informatiques de Lexcorp contre le passage informatique à l'an 2000. Cela devait augmenter fortement ses capacités. En fait cela permit à Brainiac 13 d'arriver du LXIVe siècle. B-13 commença à transformer Metropolis dans sa version du LXIVe siècle, qu'il contrôlait apparemment. Quand il devint évident qu'il allait être vaincu par les efforts combinés de Luthor, Superman et de sa propre version passée (qui possédait le corps de la très jeune fille de Luthor, Lena, il donna le contrôle de la ville à Luthor en échange de Lena/Brainiac 2.5, qu'il força à l'aider à s'échapper.
Il revint sur Terre durant le crossover Our Worlds At War, dans lequel la Terre et ses alliés combattaient dans une guerre sur plusieurs fronts contre Brainiac 13 et Imperiex. Brainiac 13 déclara s'allier avec la Terre, mais cela s'avéra être un des éléments du plan complexe pour en récupérer le contrôle. Son bras droit était "Leniac", une adolescente à la peau verte avec des "disques de contrôle" sur son front, rappelant les diodes des Brainiacs précédents (et identiques aux disques sur le front des versions améliorées, Brainiac 5.1, dans la Légion, et la version de la série animée du Brainiac original).
À la fin de la guerre Brainiac 13 et Imperiex furent tous les deux expédiés dans le passé, devenant des éléments du Big Bang, et Brainiac 2.5 fut extirpé du corps de Lena, qui redevint une enfant, bien que les disques soient restés.
Dans Superman #200 (février 2004), Superman voyagea dans le futur et combattit Brainiac 12, apprenant que tout ce que Brainiac 13 avait fait dans le passé avait été fait pour s'assurer que les choses atteindraient le point où Brainiac 13 serait créé. La défaite de B-12 avant son augmentation annula apparemment les avancées technologiques apportées par B-13 à Metropolis.

## Pouvoirs et capacités (avant Crisis)
Brainiac apparaît pour la première fois dans Action Comics #242, sous la forme d'un humanoïde vert, lors de son premier affrontement contre Superman, il disposait :
- d'un super champ de force qui enveloppait son corps ainsi que son vaisseau spatial. Ce champ de force était indestructible ; tout ce qui le percutait était détruit, comme les astéroïdes que lui projetait Superman. Brainiac annonce même : “Tu pourrais même m'envoyer la Terre à la figure, elle ne ferait que rebondir” ;
- d'une intelligence prodigieuse. Il a créé lui-même son super champ de force, ainsi que son rayon de rétrécissement.

## Dans les autres médias

### Séries télévisées
Dans la série télévisée Smallville, Brainiac est interprété par l'acteur James Marsters. Il est apparu pour la première fois dans la saison 5.
Dans la série télévisée Krypton, il est interprété par Blake Ritson.
Dans la série Superman et Loïs, il est interprété par Nicolas Witschl. Milton Fine est un génie de la technologie travaillant pour Lex Luthor. Les showrunners espérait présenter son identité de Brainiac mais n'en ont pas eu le temps.

### Animation
- Le Plein de super (Super-Friends, 1973-1985)

La version classique pré-Crisis du personnage - le robot à la peau verte avec des diodes sur le crâne - fut aperçue dans la série animée Super Friends. La version mécanique apparut dans des épisodes ultérieurs de la série, quand Darkseid était l'adversaire principal. Dans un redoublage humoristique de Cartoon Network, Brainiac implore Luthor de lui donner un pantalon décent.
- Les Nouvelles Aventures de Superman (The New Adventures of Superman, 1966-1968)

Brainiac fut aussi vu dans des épisodes la série animée de Filmation The New Adventures of Superman. Il s'agissait également de la version robot à la peau verte, qui commença par utiliser un rayon rétrécissant pour créer une sorte d'Arche de Noé cosmique en rétrécissant un mâle et une femelle de chaque espèce de la terre pour la ramener sur son monde natal mourant. Il apparut dans plusieurs épisodes de cette série qui commença en 1966.
- Superman, l'Ange de Metropolis (Superman: The Animated Series, Alan Burnett, Paul Dini, Bruce Timm, 1996-2000) avec Corey Burton (VF : Jean-Luc Kayser)

Dans Superman, l'Ange de Metropolis, Brainiac (doublé par Corey Burton en VO, dans le style de HAL 9000 et de Vic Perrin dans la narration d'ouverture de Au-delà du réel, doublé en VF par Jean-Luc Kayser), était le superordinateur qui gérait les opérations journalières de Krypton. Il sentit l'imminente destruction de la planète, mais au lieu d'alerter les autres, il choisit de se sauver avec les enregistrements de Krypton. Dans son esprit, aussi longtemps que les enregistrements de Krypton existaient, la perte de la planète - et de tous ses habitants - était acceptable. Brainiac téléchargea son programme principal et toutes les données collectées dans un satellite artificiel (qui était transformé en vaisseau spatial), et commença à explorer la galaxie. Chaque fois qu'il arrivait sur un monde habité, il téléchargeait toutes les connaissances de ce monde qu'il pouvait avant de le détruire - en réduisant le nombre de personnes qui ont accès à la connaissance, il augmente ainsi sa valeur. En plus de données brutes, il assimilait aussi toute technologie utile qu'il pouvait trouver, s'améliorant à chaque monde visité (un peu comme les Borgs de Star Trek). Il arriva finalement sur Terre, prétextant vouloir faire un échange de données pacifique avec Lex Luthor. Superman découvrit les véritables intentions de Brainiac, et avec l'aide de Lex Luthor le vainquit. Brainiac fut apparemment détruit, mais des épisodes ultérieurs révélèrent que les données que Brainiac avait téléchargées dans les ordinateurs de LexCorp n'étaient pas des connaissances extra-terrestre mais une copie de la programmation de Brainiac. Il essaya plusieurs fois de se ressusciter, d'abord en capturant Luthor et en le forçant à le reconstruire, et une autre fois en prenant le contrôle de Bruce Wayne, obligeant Superman à faire équipe avec Robin pour le retrouver.
- La Ligue des justiciers (Justice League puis Justice League Unlimited, 91 épisodes, Paul Dini, Bruce Timm, 2001-2006) avec Corey Burton (VF : Mathieu Buscatto puis Jean-Louis Rugarli)

Dans la série animée La Ligue des justiciers, le seigneur d'Apokolips, Darkseid, passa un accord avec Brainiac pour sauver sa planète quand Brainiac arriva pour la conquérir. Quand la Ligue arriva pour arrêter l'attaque (à la demande de Darkseid), beaucoup furent pris en otage par les deux vilains. Tandis que Brainiac tentait de transférer son esprit dans Superman, Darkseid le trahit et pirata ses systèmes. Après une bataille entre Brainiac (contrôlé par Darkseid) et la Ligue, le vaisseau sur lequel ils se trouvaient explosa, semblant tuer Brainiac et Darkseid.
- Static Choc (Static Shock, Dwayne McDuffie, 2000-2004) avec Corey Burton (VF : Frédéric Meaux)

Dans la série animée Static Choc, Brainiac, réduit à un morceau de métal extra-terrestre gardé en stase, s'échappa à la suite d'une panne énergétique au quartier général de la Ligue des justiciers. Virgil Hawkins, alias « Static », fut appelé pour aider à recharger les générateurs, accompagné de Richie, dit Gear. La part de données incontrôlables qui était Brainiac s'empara du droïde sac à dos de Gear, et transforma ensuite Richie en un cyborg sous son contrôle. Comme Brainiac entreprenait d'utiliser les mains et capacités technologiques de Richie pour construire un vaisseau de guerre et maîtriser les membres de la Ligue un à un avec de petits implants insérés dans l'espace où le crâne rejoint la colonne vertébrale, Richie essaya de contre-attaquer et de dire à son ami comment vaincre le programme : la télécommande du sac à dos avait un interrupteur. Static le comprit finalement et fut capable de stopper les plans de Brainiac à la source, sauvant la Terre.
Cependant, Brainiac avait placé une partie de sa conscience dans Lex Luthor à l'occasion d'une précédente rencontre des années plus tôt. Brainiac commença à contrôler subtilement Luthor, en vue de commettre des actions qui eurent pour résultat une histoire importante qui se déroula dans les deux premières saisons de La Nouvelle Ligue des justiciers (Justice League Unlimited). Brainiac assimila la nanotechnologie de la machine extra-terrestre « Dark Heart » et la technologie dérivée de l'androïde Amazo. À la demande de Luthor, ils fusionnèrent en une seule entité, les buts et méthodes de Brainiac tempéré par l'ambition et la cruauté de Luthor. Le traditionnel vaisseau de Brainiac et la trame classique de Brainiac contrôlant Lex Corp étaient apparents dans l'épisode « Divided We Fall ». Cette version de Brainiac était surtout grise et bleue et partiellement robotique. Ce Brainiac fut vaincu par la Ligue des justiciers, Flash en particulier. Après la défaite, tout ce qui restait de Brainiac était une partie de sa conscience, toujours dans Luthor, et une petite pièce de son corps, désormais en possession de Gorilla Grodd. Grodd utilise ce morceau pour recruter Luthor dans sa Legion of Doom ; Brainiac dit à Luthor qu'il peut complètement se reconstruire s'ils récupèrent ce morceau, et qu'il devrait travailler avec Grodd, au moins jusqu'à ce qu'ils puissent prendre le morceau.
- Batman : L'Alliance des héros (Batman: The Brave and the Bold, James Tucker, 2008-2011) avec Richard McGonagle (VF : Xavier Fagnon).
- Superman contre Brainiac (Superman Unbound, de James Tucker, 2013) avec John Noble (VF : Bernard Métraux)

### Jeux vidéo
Brainiac apparaît dans :
- Justice League Heroes (2006) Snowblind Studios /WayForward Technologies

- DC Universe Online (2011) Sony Online Entertainment

- Lego Batman 2: DC Super Heroes (2012)
- Lego Batman 3 : Au-delà de Gotham (2014) : c'est l'antagoniste principal du jeu.
- Injustice 2 (2017)
- Suicide Squad: Kill the Justice League (2024)